# Lori de collar vermell
La lori de collar vermell o cotorra de collar roig (Trichoglossus rubritorquis) és una espècie d'ocell de la família dels psitàcids que habita els boscos d'Austràlia septentrional. Considerat tradicionalment una subespècie de Trichoglossus haematodus.